# Lupinus hirsutissimus
Lupinus hirsutissimus es una especie de lupino conocido por los nombres comunes lupino punzante anual o lupino punzante. Es nativo de las montañas costeras de Baja California y California, crece tan al norte como el área de la Bahía de San Francisco. Crece en pendientes de montaña seca, incluyendo áreas que recientemente han sido quemadas, chaparral y hábitats de bosques.

## Descripción
Lupinus hirsutissimus es una hierba erecta anual que crece 20 centímetros (7.9 pulgadas) a un metro de alto; puede superar un metro en el hábitat que se ha recuperado de un incendio forestal. La raíz y el follaje están cubiertos de pelos largos, rígidos que irritan la piel al ser tocados. Cada hoja palmeada está hecha de a 8 folíolos hasta 5 centímetros de largo y 1 o 2 de ancho. La inflorescencia aguanta muchas flores generalmente no arregladas en espiral. Cada flor mide entre 1 y 2 centímetros, de color rosa oscuro con puntos amarillentos a rosados en el estandarte. El fruto es una vaina de legumbres peluda que mide  hasta 4 centímetros de largo.